# Национальный парк Голестан

Персидский леопард

## География
Голестан (перс. پارک ملی گلستان‎) — национальный парк расположен в восточной части лесных массивов на севере Ирана. Находится в промежутке между городами Гонбад-э-Габус и Боджнурд, в 55 км к востоку от первого и в 115 км к западу от второго, рядом с магистральной автострадой Тегеран-Мешхед. И хотя парк простирается на территории трех провинций, Хорасана, Голестана и Семнана, общее управление и охрана заповедника биосферы Голестан поручено администрации провинции Голестан.
Национальный парк Голестан представляет собой горный район, расположенный на восточных предгорьях горного хребта Эльбурс. Пейзаж этого района меняется от скалистых гор, ущелий, холмистых равнин, горных и степных лесов до плоских и сухих равнин в восточной части.
Весь этот район прорезает река Мадарсу, текущая вдоль автострады Тегеран-Мешхед и разделяющая заповедник на две части, северную и южную. Высоты местности в этом районе колеблется между 350 и 2400 метрами от уровня моря. Цепочка высот и холмов на окраинах этого района, однако, придает ему совершенно иной вид. Наименьшую высоту в Национальном парке Голестан имеет район Танграх, наибольшую — пик Дивар-кеджи. Неровности не всюду одинаковы, около трети — это горный рельеф.

## Климат
На востоке и юго-востоке преобладает сухой климат. Средняя и северная часть парка отличаются полусухим климатом, а в западной и юго-западной частях полувлажный климат. Такое климатическое разнообразие повлекло за собой и многообразие фауны, растительного покрова, и превратило парк в сокровищницу биосферы. Как следствие, внешний вид, общий пейзаж парка резко отличается в этих трех районах.

## Флора и фауна
Основными растениями в национальном парке Голестан являются широколистные влаголюбящие деревья: инжир, мушмула, каркас или каменное дерево, дикая груша, гранатовое дерево, тутовое дерево, коломбо и многие другие. Также здесь можно встретить большое число папоротниковых, а в более сухих районах распространены заросли барбариса, саксаула, тамариска, астрагала, верблюжьей колючки и других видов степных растений.
Природные условия парка создали здесь благоприятные условия для обитания млекопитающих, да и других видов животных. В лесах заповедника водятся иранский олень, а также прекрасные газели. В степных районах можно встретить антилоп, горных козлов и баранов, а также гепарда. В большинстве районов заповедника водятся леопарды, кабаны, бурые медведи, волки, шакалы, рыси и дикие кошки. По численности поголовья преобладают горные бараны и козлы.